# Jere Burns
Jere Burns (né le 15 octobre 1954) est un acteur américain principalement connu pour son rôle de Wynn Duffy dans la série télévisée Justified, ainsi que le rôle du leader du groupe d'entraide de la série Breaking Bad.

## Filmographie

### Cinéma
- 1989 : Hit List de William Lustig
- 1994 : Greedy de Jonathan Lynn : Glen
- 2001 : Crocodile Dundee 3 (Crocodile Dundee in Los Angeles) de Simon Wincer : Arnan Rothman

### Télévision
- 1996 : Joyeuse pagaille (Something So Right) (série TV)
- 2000 : Grandeur nature : Ben Stuart
- 2002-2004 : Good Morning, Miami : Frank Alfano
- 2006 : La Guerre à la maison : Howard (Saison 1, épisode 19)
- 2006-2007 : Docteur Hoffman : Michael
- 2008 : Psych : Enquêteur malgré lui : Derek Ford (Saison 3, épisode 5)
- 2008 : Surviving Suburbia : Dr Jim
- 2010-2011 : Breaking Bad : Le leader du groupe de soutien
- 2010-2015 : Justified : Wynn Duffy
- 2011-2012 : Burn Notice : Anson Fullerton
- 2011 : Off the Map : Urgences au bout du monde : Richie (Saison 1, épisode 9)
- 2013 : Bates Motel : Jake Abernathy
- 2013 : Grey's Anatomy : Ben Bosco (Saison 10, épisode 6)
- 2015 : Une nuit en enfer, la série : Greely
- 2016-2018 : Angie Tribeca : Lieutenant Pritikin Atkins
- 2016 : Major Crimes : Elliot Chase (Saison 5, épisode 7)
- 2017-... : I'm Dying Up Here : Sid Robbins
- 2018 : X-Files : Aux frontières du réel : Dr Randolph Luvenis
- 2019 : Lucifer : Jacob Tiernan
- 2024 : Meurtres et Autres complications : Llewellyn Mathers

## Voix françaises
| - Guillaume Orsat, dans (les séries télévisées) : - Good Morning, Miami - La Guerre à la maison - Docteur Hoffman (en) - Psych : Enquêteur malgré lui - Breaking Bad - Burn Notice - Off the Map : Urgences au bout du monde - Bates Motel - Une nuit en enfer, la série - X-Files : Aux frontières du réel - The Cool Kids (en) - Meurtres et Autres Complications | - Nicolas Marié dans (les séries télévisées) : - Justified - Hawaii 5-0 - Grey's Anatomy - Angie Tribeca Et aussi - José Luccioni dans Greedy - Vincent Ropion dans Suits : Avocats sur mesure (série télévisée) - Daniel Lafourcade dans Major Crimes (série télévisée) - Hervé Caradec dans I'm Dying Up Here (série télévisée) - Bernard Lanneau dans Lucifer (série télévisée) - Jean-François Kopf dans Dead to Me (série télévisée) |